# Dębnica Kaszubska (gemeente)
De gemeente Dębnica Kaszubska is een landgemeente in het Poolse woiwodschap Pommeren, in powiat Słupski.
De gemeente bestaat uit 20 administratieve plaatsen solectwo: Borzęcino, Budowo, Dębnica Kaszubska, Dobieszewo, Dobra, Gałęzów, Gogolewko, Gogolewo, Jawory, Kotowo, Krzywań-Grabin, Łabiszewo, Mielno, Motarzyno, Niepoględzie, Podole Małe, Podwilczyn, Skarszów Górny, Starnice-Troszki, Żarkowo
De zetel van de gemeente is in Dębnica Kaszubska.
Op 31 december 2005, telde de gemeente 9611 inwoners.

## Oppervlaktegegevens
In 2002 bedroeg de totale oppervlakte van gemeente Dębnica Kaszubska 300,02 km², waarvan:
- agrarisch gebied: 43%
- bossen: 48%

De gemeente beslaat 13,02% van de totale oppervlakte van de powiat.

## Demografie
Stand op 30 juni 2004:
| Omschrijving                   | Totaal | Totaal | Vrouwen | Vrouwen | Mannen | Mannen |
| ------------------------------ | ------ | ------ | ------- | ------- | ------ | ------ |
| eenheid                        | aantal | %      | aantal  | %       | aantal | %      |
| inwoners                       | 9611   | 100    | 4690    | 49,8    | 4721   | 50,2   |
| bevolkingsdichtheid (inw./km²) | 32,0   | 32,0   | 15,9    | 15,9    | 16,0   | 16,0   |

In 2002 bedroeg het gemiddelde inkomen per inwoner 1338,26 zł.

## Aangrenzende gemeenten
- Borzytuchom, Czarna Dąbrówka, Damnica, Kobylnica, Kołczygłowy, Potęgowo, Słupsk, Trzebielino